# كورييا بينتو
كورييا بينتو بلدية في ولاية سانتا كاتارينا في المنطقة الجنوبية من البرازيل. تم انفصالها عام 1982 عن بلدية لاخيس القائمة.